# Bezirk Kolbuszowa

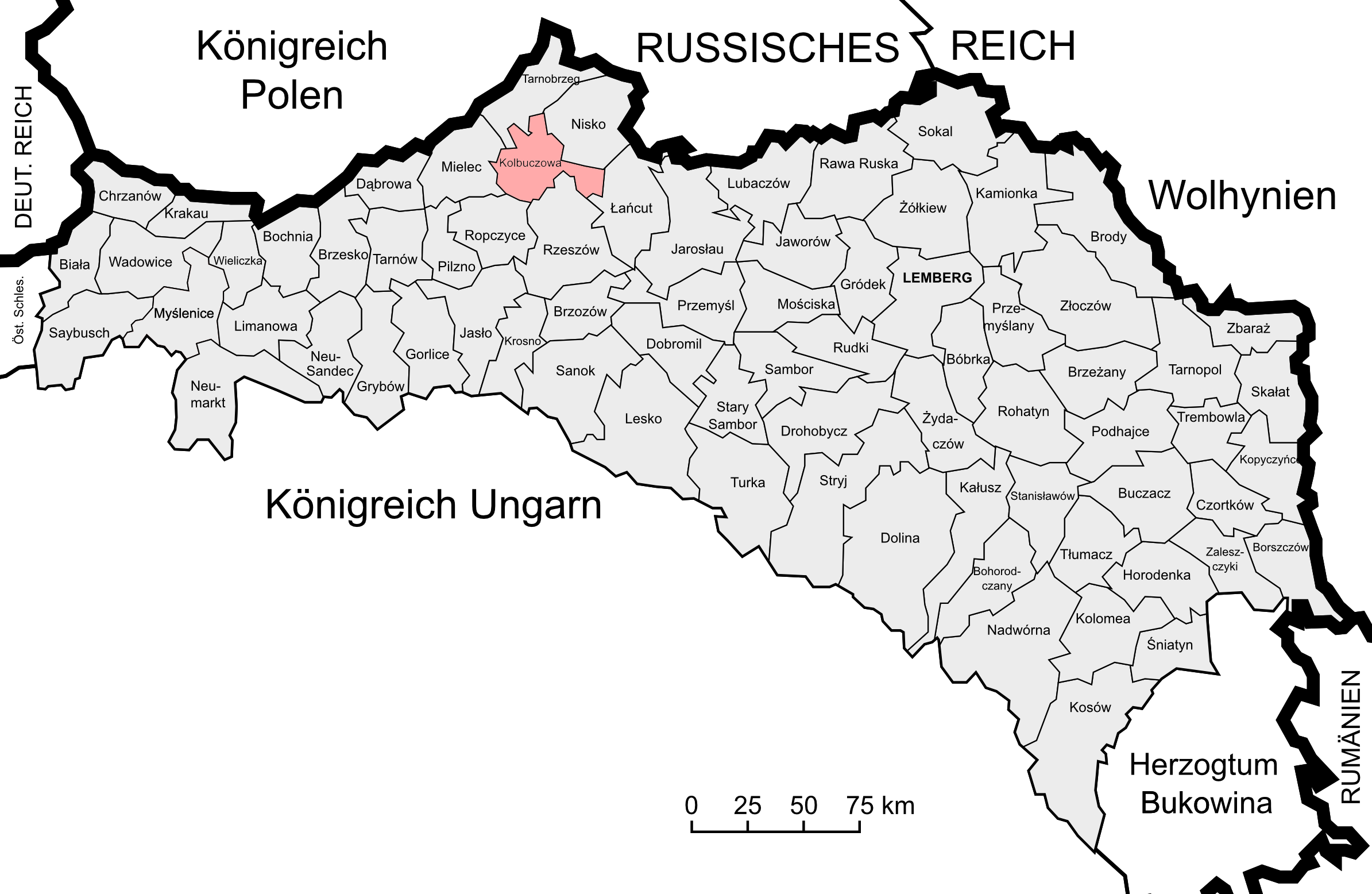
Lage des Bezirks Kolbuszowa im Kronland Galizien und Lodomerien

Der Bezirk Kolbuszowa war ein politischer Bezirk im Kronland Galizien und Lodomerien. Sein Gebiet umfasste Teile Westgaliziens im heutigen Polen (Powiat Kolbuszowa), Sitz der Bezirkshauptmannschaft war die Stadt Kolbuszowa. Nach dem Ersten Weltkrieg musste Österreich den gesamten Bezirk an Polen abtreten, hier sind große Teile heute im Powiat Kolbuszowski zu finden.
Er grenzte im Norden an den Bezirk Tarnobrzeg, im Nordosten an den Bezirk Nisko, im Osten an den Bezirk Łańcut, im Süden an den Bezirk Rzeszów, im Südwesten an den Bezirk Ropczyce sowie im Westen an den Bezirk Mielec.

## Geschichte
Nachdem die Kreisämter Ende Oktober 1865 abgeschafft wurden und deren Kompetenzen auf die Bezirksämter übergingen, schuf man nach dem Österreichisch-Ungarischen Ausgleich 1867 auch die Einteilung des Landes in zwei Verwaltungsgebiete ab. Zudem kam es im Zuge der Trennung der politischen von der judikativen Verwaltung zur Schaffung von getrennten Verwaltungs- und Justizbehörden. Während die gerichtliche Einteilung weitgehend unberührt blieb, fasste man Gemeinden mehrerer Gerichtsbezirke zu Verwaltungsbezirken zusammen.
Der neue politische Bezirk Kolbuszowa wurde aus folgenden Bezirken gebildet:
- Teilen des Bezirks Głogów (Gemeinden Hucisko, Kupno, Kolbuszow, Mrowla, Poremby, Kupińskie, Pogwizdów, Przewrotne, Styków, Werynia mit Klapówka, Widełka)
- Teilen des Bezirks Sokołów (mit 22 Gemeinden)
- Teilen des Bezirks Tarnobrzeg (Gemeinden Brzostowa Góra, Huta Komorowska, Krządka, Maydan, Komorów)
- Teilen des Bezirks Nisko (Gemeinden Cisowlas, Gwozdziec, Korabin, Nart Nowy und Nart Stary)
- Bezirk Kolbuszowa (mit 15 Gemeinden)

Der Bezirk Kolbuszowa bestand bei der Volkszählung 1910 aus 63 Gemeinden sowie 54 Gutsgebieten und umfasste eine Fläche von 868 km². Hatte die Bevölkerung 1900 noch 74.443 Menschen umfasst, so lebten hier 1910 73.912 Menschen. Auf dem Gebiet lebten dabei mehrheitlich Menschen mit polnischer Umgangssprache (99,4 %) und römisch-katholischem Glauben, Juden machten rund 8 % der Bevölkerung aus.

## Ortschaften
Auf dem Gebiet des Bezirks bestand 1900 Bezirksgerichte in Kolbuszowa und Sokołów, diesen waren folgende Orte zugeordnet:
Gerichtsbezirk Kolbuszowa (47 Ortsgemeinden):
- Brzezówka
- Brzostowa Góra
- Bukowiec
- Cmolas
- Domatków
- Dzikowiec
- Hadykówka
- Hucisko
- Huta Komorowska
- Huta Przedborska
- Jagodnik
- Kłapówka
- Stadt Kolbuszowa
- Kolbuszowa Dolna
- Kolbuszowa Górna
- Komorów
- Kopcie
- Kossowy
- Kupno
- Leszcze
- Lipnica
- Majdan
- Mechowiec
- Niwiska
- Nowa Wieś
- Ostrowy Baranowskie
- Ostrowy Tuszowskie
- Ostrowy Tuszowskie Kolonia
- Płazówka
- Poręby Dymarskie
- Poręby Huciskie
- Poręby Kupińskie
- Przedbórz
- Przyłęk
- Rusinów
- Siedlanka
- Świerczów
- Trześń
- Trzęsówka
- Werynia
- Widełka
- Wildenthal
- Wola Domatkowska
- Wola Rusinowska
- Zapole
- Zarębki bestehend aus den Ortsteilen Dubas und Zarębki

Gerichtsbezirk Sokołów (15 Ortsgemeinden):
- Górno
- Markowizna
- Mazury
- Nienadówka
- Ranischau
- Raniżów
- Markt Sokołów
- Staniszewskie
- Trzeboś
- Trzebuska
- Turza
- Wilcza Wola
- Wola Raniżowska
- Wola Sokołowska
- Zielonka